# One Day at Disney Shorts
One Day at Disney Shorts é um série documental estadunidense, composta por episódios curtos, produzidos pela Disney Publishing Worldwide e a Endeavor Content para o serviço de streaming Disney+. A produção é uma continuação do longa homônimo, também documental. Os 51 episódios,  com duração de 5 a 7 minutos, foram lançados semanalmente desde sua estréia, no dia 6 de dezembro de 2019.

## Premissa
O documentário é uma série de curtas, onde cada episódio segue o trabalho de um funcionário diferente da The Walt Disney Company.

## Recepção
A Common Sense Media avaliou o documentário com uma nota 3, de um total de 5 estrelas, justificando que: "O conteúdo não é algo espetacular, mas o formato de vinheta trabalha a favor dos pré-adolescentes e adolescentes, que geralmente desejam saber um pouco sobre como a mágica é feita por trás das cenas. Além do mais, a produção inspira respeito por uma extensa variedade de carreiras e talentos e demonstra como o trabalho em equipe e a efetiva solução de problemas são essenciais para o sucesso da Disney".